# Erigone gibbicervix
Erigone gibbicervix là một loài nhện trong họ Linyphiidae.
Loài này thuộc chi Erigone. Erigone gibbicervix được Tord Tamerlan Teodor Thorell miêu tả năm 1898.